# Бабівський Руслан Геннадійович
Русла́н Генна́дійович Бабі́вський (21 квітня 1972, Бровари, Київська область, Українська РСР — 28 жовтня 2016, Широкине, Волноваський район, Донецька область, Україна) — солдат Збройних сил України, учасник війни на сході України.

## З життєпису
У часі війни — солдат 54-го окремого розвідувального батальйону, старший гранатометник.
Загинув близько 15:00 внаслідок мінометного обстрілу села Широкине. Разом з Русланом загинув солдат Юрій Волков.
По смерті залишилися сестра, син, дві доньки та 4-місячний онук.
Похований: м. Новоград-Волинський, Житомирська область.

## Нагороди
Указом Президента України № 48/2017 від 27 лютого 2017 року «за особисту мужність, виявлену у захисті державного суверенітету та територіальної цілісності України, самовіддане виконання військового обов'язку» нагороджений орденом «За мужність» III ступеня (посмертно).